# Ajnád
Ajnád (románul Nădejdea) falu Romániában, Hargita megyében.

## Fekvése
Csíkszentmihálytól északra települt és csaknem összenőtt vele. A 124-es megyei úton közelíthető meg.
A Csíki-medence északkeleti részén, Csíkszeredától 22 km-re található. A Kőd-vonulat (842 m) keleti oldala, Lóvész-tető (1289 m) déli oldala, a Pogány-havas (1351 m) nyugati oldala közötti település többnyire a főút mellett hosszan terül el.
A faluhoz tartozik két kisebb település is: a Bundák szere (amit jelenleg két ház alkot) a falutól északra, a lóvészi út mentén, valamint a 7-8 magyar család lakta Ré település, amely a Pogány-havas – Kő-nyak – Nagyrákos-hegyvonulathoz tapad.
A településen átfolyó Rákos-patak 5 kisebb patakból: Fészed/Karakó-patak (északi), Kisrákos, Nagyrákos, Barakasza, Rompáca patakából (keleti), ezenkívül számos kisebb forrásból és csorgóból tevődik össze.
Ásványvízforrások a falu határaiban, amelyek határnevekből kapták elnevezésüket – Barakasza- és Rompáca-borvízforrása. Bár a források vize nincs vegyelemezve, mégis a falubeliek jótékony gyógyhatásúaknak tartják ezeket. Helytörténeti szempontból jelentős Csomortáni Magdolna kolozsvári egyetemi adjunktus gyűjtése; munkájának köszönhetően minden kisebb-nagyobb helynév (dűlő, utca, patak stb.)  térképpel együtt elérhető és megtekinthető a következő kötetben, vagy az alábbi weboldalon: Nyelv- és Irodalomtudományi Közlemények 50 (2006): 124–38.
A falu megközelíthető: autóval Csíkszeredából két irányból isa Csíkszereda-Rákos-Szentmihály, illetve a Csíkszereda-Szépvíz-Szentmihály útvonalon; vonattal pedig a Csíkszereda-Gyimes útvonalon közlekedő személyvonattal (harmadik és negyedik állomás Ajnád).

## Története
Csíkszentmihály 4-ik tízese volt (Ajnád tizede). A falu neve török eredetre utal (ayna törökül tükröt jelent). De az „alj-nád” a mélyen fekvést jelentő (azaz mocsaras, nádas hely) szavak összetartozását is jelentheti.
Ajnád történelme szorosan összefonódik Szentmihály, illetve Lóvész történetével, ugyanis Ajnád Szentmihály község régi tízeseként szerepel a régi iratokban, Lóvészt pedig az ajnádi és szentmihályi földbirtokosok által betelepített pásztorok lakták. Tulajdonképpen ezt a három települést egy néven (Csíkszentmihály község) emlegetik a dokumentációs iratokban egészen 1956-ig, a régiók újraszervezéséig. Ekkortól Ajnád és Lóvész statisztikailag is önálló faluként van nyilvántartva. (pl.  Varga E. Árpád: Erdély etnikai és felekezeti statisztikája I. (207-208.) szerint a népszámlálási adatok: 1941-ben Szentmihályon összesen 3.138 lakos – ebből magyar 2719, román 415; 1956-ban már Szentmihályon 1126, Ajnádon 1005, Lóvészen 575 lakos élt.).
Ezt azért is fontos pontosítani, mert a szakirodalomban Ajnád történelméről igencsak kevés adat található. Többen kétségbe vonják Ajnád önálló faluként való létezését, azzal érvelve, hogy Szentmihálynak 4. tízese, “Ajnád tizede” volt. Bár azt is el kell ismernünk, hogy csak 1898-ban (IV. tc. alapján) veszik fel a hivatalos helységnévtárba, vagyis törzskönyvezik (több csíki községgel együtt) Ajnád néven mint Szentmihályhoz tartozó települést (ekkor Ajnádhoz tartozó rész volt Lóvész)
Elnevezése vitatott, ugyanis vannak, akik török eredetre hivatkoznak, miszerint “ayna” törökül tükröt jelent. Másik névmagyarázat szerint földrajzi fekvése/elhelyezkedése adja a település nevét, így az “alj-nád” mocsaras, nádas helyre utal. Mindkét elnevezés mellett/ellen kb. ugyanannyi érv szól (Kászonújfaluban is található Ajnád nevű tízes, de az elnevezése bizonyított, nádas helyről kapta a nevét).
Az első és leghitelesebb adat településünkről 1514-ből való, ugyanis ekkor épít kápolnát Ajnádon a Bernáld-család Szent István király tiszteletére (ezt 1846-ban bővítik és ezáltal elnyeri a templom mai formáját). A barokkos külsejű, kőkerítéssel övezett kápolnából egy ajtó kőkerete, valamint a nemrég végzett régészeti munkák által feltárt, kőfalba helyezett szenteltvíztartó maradt fenn.
Az 1567-es községi adóösszeírásban  “Zent Mijhalij” néven 64  kapu szerepel, ami ekkor nagy községet jelentett. Orbán Balázstól tudjuk, hogy Losteiner kéziratos könyve szerint az 1694-es tatárbetöréskor a községben hét öreg ember maradt életben.
Ugyancsak nagy pusztítást végzett a fekete halál, a pestis 1719-ben, amikor meghalt 260, életben maradt 301 lakos.
Ajnádról érdekes adatot közöl Bunea Augustin 1901-ben, Petru Aron görögkatolikus vikárius összeírására hivatkozik, miszerint 1750-ben Ajnádon 213 görögkatolikus hívő élt. Sokan ezt a számot túlzottnak találják, de ha számba vesszük, hogy Lóvész ekkor még nem volt önálló település, akkor talán elfogadható ez a számadat. Orbán Balázs azt jegyezte le, hogy szentmihályi és ajnádi gazdák néhány román jobbágycsaládot telepítettek a faluba pásztornak. 1721-es adatok szerint 23 családfő élt lóvészi területeken, akik legelőt béreltek, télen pedig Moldvába költöztek (1750-től már jobbágyokként szerepelnek). Ezek utódai később kitelepedtek és elkülönülve éltek a Lóvész nevű dűlőben és ott állattenyésztéssel foglalkoztak. Az időpontra nincs konkrét adat, csak találgatás létezik. A legtöbb helytörténész az 1700-as évek végére teszi ezt a kitelepedést és Lóvész megalakulását. 1801-ben említik először a Lóvész nevet, ami utalhat a lótenyésztésben bekövetkező vészre, vagy ami Orbán Balázs hipotézise is, hogy Lövészből eredt, elírás következtében, ugyanis a határőrség lövöldéje volt. Ezen adatok fényében talán helyénvaló a görögkatolikus vikárius adatai.
Egy másik történelmi adat Ajnád településszerkezetére, kisebb és távolabbi településeire vonatkozik, miszerint a 19. század második felében két kis település jön létre Ajnád területén: 1850-ben Bundák szerének, illetve 1880-ban Ré településnek a megalakulása. A Bundák szere 5-6 lakóházból állt (1850), mára már 2 lakóház (2010) maradt, a Fenyő tízestől 1 km-re a Lóvész felé vezető úton. A Ré település2 km-re található Ajnádtól, a Görbe-patak felé vezető úton, a nagyrákosi úton helyezkedik el.Valamikor 20 székely-magyar család lakott, ma már 4-5 magyar család lakja, a többi lóvészi román család.
A Bundák szerének keletkezési okairól nem tudunk, viszont a Ré az 1880-ban keletkezett fenyőszegi tűzvész után keletkezett, ugyanis ez utóbbi teljesen leégett, s ekkor sokan kitelepedtek a Rébe. A kitelepedésnek – helytörténészek szerint – két oka lehetett: az egyik az új tűzrendészeti intézkedések nem engedték  a zsúfolt építkezéseket, a másik álláspont szerint a szegényebbek költöztek ki, mert a Rének volt alkalmas legelője, jó földje, ami biztos megélhetést nyújtott. Ezek között voltak társaságot nem kedvelő, különc emberek, de voltak kapzsi, gazdagodni vágyók is. Többen viszont maradtak a Fenyő szerben, ugyanis tartották a régi székely mondást: “Nem jóféle ember az, aki a faluból kiépít.”
Ajnád régi tízeseiként szerepel három része a falunak: Konczok tízese, Ráczok tízese és a Fenyőfák tízese (előbbi két elnevezés családnévből származik).
A Konczok tízese állt: Konczok, Kovácsok, Medgyesek utcájából, a Ráczok tízesét alkotta a Templom utca, Kurkó, Gálok és Ráczok utcája, a Fenyő tízest  pedig a Szőcsök, Siposok és Fenyőszeg utcája. Más régi felosztás szerint van Alszeg, Középszeg és Felszeg.

## Nevezetessége
Római katolikus temploma 1514-ben épült, Szent István tiszteletére, a Bernáld-család jóvoltából. 1846-ban új épül helyébe (Orbán B. II. 73). Kis kőkerítés övezi. 1944-ben Ajnádért hosszú ideig küzdött a magyar és szovjet hadsereg, öt alkalommal foglalták el egymástól a falut, ezekben a harcokban a templom is súlyos károkat szenvedett.

## Népessége
1992-ben 683 lakosa volt, amiből 676-an vallották magukat magyarnak.

## Itt született hírességek
- Rácz Albert, újságíró és helytörténész, a romániai magyar irodalom egyik jeles alakja.